# Nadang
Nadang (kinesiska: 纳当, 纳当乡) är en socken i Kina. Den ligger i den autonoma regionen Tibet, i den sydvästra delen av landet, omkring 290 kilometer väster om regionhuvudstaden Lhasa. Antalet invånare är 1 410. Befolkningen består av 720 kvinnor och 690 män. Barn under 15 år utgör 30 %, vuxna 15-64 år 64 %, och äldre över 65 år 4,0 %.
Genomsnittlig årsnederbörd är 674 millimeter. Den regnigaste månaden är juli, med i genomsnitt 221 mm nederbörd, och den torraste är februari, med 5 mm nederbörd.